# تالکنافیئور
تالکنافیئور (به لاتین: Tálknafjörður) یک منطقهٔ مسکونی در ایسلند است که در  Norðvesturkjördæmi  واقع شده‌است.

## خصوصیات
تالکنافیئور ۳۰۶ نفر جمعیت دارد.